# Diviseur de zéro
Ne pas confondre avec la notion de division par zéro en arithmétique.
En mathématiques, dans un anneau, un diviseur de zéro est un élément non nul dont le produit par un certain élément non nul est égal à zéro. Un élément non nul qui n'est pas un diviseur de zéro est appelé élément régulier.

## Définition formelle
Soient {\displaystyle (A,+,\times )} un anneau et {\displaystyle a\in A} tel que {\displaystyle a\neq 0_{A}}, où {\displaystyle 0_{A}} est l'élément neutre pour la loi {\displaystyle +}.
On dit que {\displaystyle a} est un diviseur de zéro à gauche dans {\displaystyle A} si
{\displaystyle \exists b\in A,\ b\neq 0_{A}\quad \mathrm {et} \quad a\times b=0_{A}}.
On dit que {\displaystyle a} est un diviseur de zéro à droite dans {\displaystyle A} si
{\displaystyle \exists c\in A,\ c\neq 0_{A}\quad \mathrm {et} \quad c\times a=0_{A}}.
On dit que {\displaystyle a} est un diviseur de zéro dans {\displaystyle A} si {\displaystyle a} est un diviseur de zéro à gauche dans {\displaystyle A} ou un diviseur de zéro à droite dans {\displaystyle A}.
Un élément de {\displaystyle A} est dit régulier s'il n'est ni nul, ni diviseur de zéro.
Un diviseur de zéro ne peut pas être inversible ; en particulier, un corps commutatif (ou même un corps gauche) ne contient pas de diviseur de zéro. En effet, soit {\displaystyle a} un élément d'un anneau {\displaystyle (A,+,\times )} diviseur de zéro. On suppose que {\displaystyle a} est inversible. Alors par définition il existe {\displaystyle b\in A} non nul tel que {\displaystyle a\times b=0_{A}}, et en composant par {\displaystyle a^{-1}} à gauche il vient {\displaystyle b=0_{A}}, contradiction.

## Anneau intègre
Un anneau commutatif est dit intègre s'il n'est pas réduit à zéro et n'admet aucun diviseur de zéro.

## Exemples

### Entiers relatifs et nombres réels
L'anneau Z des entiers relatifs est intègre, ainsi que le corps commutatif des nombres rationnels, ou réels, ou complexes (tout corps de manière générale).

### Anneaux Z/nZ
Dans l'anneau Z/6Z, la classe de 4 est un diviseur de zéro, car 4 × 3 est congru à 0 modulo 6, alors que 3 et 4 ne sont pas congrus à 0 modulo 6.
Plus généralement, dans l'anneau Z/nZ pour n > 0, comme dans tout anneau fini, tout élément régulier est inversible donc les diviseurs de zéro sont exactement les éléments non nuls et non inversibles. Par conséquent (d'après le théorème de Bachet-Bézout) ce sont les classes modulo n des entiers relatifs qui ne sont ni divisibles par n, ni premiers avec n.

### Matrices
L'anneau {\displaystyle {\mathcal {M}}_{2}(\mathbb {R} )} des matrices carrées à deux lignes et deux colonnes réelles contient des diviseurs de zéro. Par exemple, la matrice
{\displaystyle {\begin{pmatrix}0&1\\0&0\end{pmatrix}}}
est un diviseur de zéro, en effet elle est non nulle, et on a
{\displaystyle {\begin{pmatrix}0&1\\0&0\end{pmatrix}}^{2}={\begin{pmatrix}0&0\\0&0\end{pmatrix}}}.
Plus généralement, soit {\displaystyle A} une matrice de {\displaystyle {\mathcal {M}}_{m\times n}(K)} à coefficients dans un corps {\displaystyle K} et soit {\displaystyle \mu _{A}:K^{n}\to K^{m}}, {\displaystyle X\mapsto AX} l'application linéaire associée. Il existe une matrice non nulle {\displaystyle B} à {\displaystyle m} colonnes (resp. {\displaystyle n} lignes) telle que {\displaystyle BA} (resp. {\displaystyle AB}) est la matrice nulle si et seulement si {\displaystyle \mu _{A}} n'est pas surjective (resp. pas injective). Lorsque {\displaystyle m=n}, les deux conditions sont équivalentes, de sorte que les diviseurs de zéro de {\displaystyle {\mathcal {M}}_{n}(K)} sont les matrices non inversibles.

### Anneaux de fonctions
Les anneaux de fonctions offrent de nombreux exemples de diviseurs de zéro. En effet, si X est un ensemble, dans l'anneau ℝX des fonctions de X dans ℝ, toute fonction f non nulle mais admettant au moins un point d'annulation est un diviseur de zéro. En effet, pour toute fonction g qui s'annule partout où f ne s'annule pas, on a fg = 0.
Plus généralement, pour tout anneau A, les diviseurs de zéro de l'anneau AX sont les fonctions non nulles admettant 0 ou un diviseur de zéro dans leur image.
Dans l'anneau des fonctions continues de [0, 1] dans ℝ, les diviseurs de zéros sont les fonctions non nulles qui s'annulent sur (au moins) un intervalle non trivial.